# ベンクト・エリクソン
ベンクト・エリクソン（Bondpä Bengt Eriksson、1931年1月22日 - 2014年11月19日）はスウェーデン、コッパルベリ県マールン出身のノルディック複合、スキージャンプ選手。オリンピックで最も好成績を残したスウェーデンのノルディック複合選手である。

## プロフィール
1956年コルチナ・ダンペッツオオリンピックノルディック複合でノルウェーのスヴェレ・ステネルセンに次いで銀メダルを獲得した。1948年のサンモリッツオリンピックでスヴェン・イスラエルソンが銅メダルを獲得して以来の快挙であった。
1958年の世界選手権ではノルディック複合、スキージャンプとも7位になった。1960年スコーバレーオリンピックではノルディック複合で10位、スキージャンプでは19位だった。
また1958年と1960年のスウェーデン選手権純ジャンプで優勝、
1961/62シーズンからはスキージャンプ週間に参加を始めたが好成績は残せず、1962/63シーズンのジャンプ週間終了後現役を引退した。
1965年のホルメンコーレン・メダルを受章している（同時受章はアルト・ティアイネンとアルネ・ラルセン）。